# Bárka közösség
A Bárka (franciául L’Arche) olyan ökumenikus elhivatottságú katolikus lelkiségi mozgalom, amely (elsősorban) a család nélküli, intézetben élő értelmi és halmozottan sérült emberek szolgálatában áll, és ahol ezek az emberek a segítőkkel közösségben együtt élnek.

## Tevékenysége
A közösség tagjai fontosnak tartják és tesznek is az értelmi fogyatékos emberek jogainak védelméért, támogatják olyan helyek és közösségek létesítését, ahol ezeket az embereket befogadják. Vallják, hogy minden ember fontos, tehetséges és érték, a sérültek és az egészségesek kiegészítik egymást, egyik sem magasabb rendű a másiknál. A társadalomnak ahhoz, hogy igazán emberivé legyen, a gyengék és az elnyomottak befogadására és tiszteletben tartására kell épülnie. Ehhez nélkülözhetetlen annak az elfogadó és megbocsátó szeretetnek a továbbadása, amit Isten maga adott nekünk. Közösségei, amelyek eltérő szellemi képességű, különböző szociális hátterű, vallású és kultúrájú emberek szövetségeire alapulnak, az egység, a hűség és a kiengesztelődés jelei szeretnének lenni. Szolidaritást akarnak vállalni a világ szegényeivel, és mindazokkal, aki az igazságosságért folyó küzdelemben részt vesznek.
Minden Bárka Közösségben alapelv, hogy a közösség központjában az értelmileg akadályozott ember álljon, minden őérte történjen, akiért a közösség létrejött. Nem csak egyszerűen tenni akarnak a másikért, hanem önzetlenül „felemelni”. A közösségek arra szentelik magukat, hogy egész életükre befogadják tagjaikat (miután tagságukat megerősítették), ha ők maguk ezt akarják. A Bárkában biztosított ellátási forma különlegessége, hogy az otthonokban hosszabb-rövidebb ideig a feladatot vállaló fiatal segítők közösségi formában élnek együtt az értelmileg sérült emberekkel. Munkájukat önkéntesek és szakemberek segítik. A közösségek biztosítják tagjaik számára a képzést, munkát és terápiás foglalkozásokat.A közösségi életet a hétköznapok mellett az ünnepek, a közös imák és lelkigyakorlatok gazdagítják. A közösségek igyekeznek szorosan együttműködni a fogyatékos emberek családjaival és gondozóival, szakemberekkel, állami hatóságokkal, és mindenkivel, aki az igazságosság és a béke szellemében dolgozik a fogyatékos emberekért.
A Bárka közösségei – az elindulástól kezdve ökumenikus alapokon nyugvó – hívő közösségek, amelyek az imában és az Istenbe vetett bizalomban gyökereznek. Minden tagjukat támogatják, hogy felfedezze és elmélyítse lelki életét, és a saját hite és vallási tradíciója szerint élje azt. Akiknek nincs vallási kötődésük, azokat is szívesen látják, és tiszteletben tartják lelkiismereti szabadságukat. A közösségek között vannak egy vallásúak és vallásköziek. A keresztény közösségek között vannak egy felekezethez tartozók és felekezetköziek. A közösségek elhivatottak az ökumenikus egység megvalósításában. Emellett mindegyik közösség kapcsolatot tart a megfelelő vallási hatóságokkal, a tagok a helyi katolikus és protestáns (református, evangélikus és baptista) közösségek életébe felekezeti elkötelezettségük szerint kapcsolódnak be.

## Története
Az első Bárkát 1964-ben a kanadai származású Jean Vanier (Kanada néhai főkormányzója, George Vanier fia) alapította egy franciaországi faluban, Trosly-Breuil-ben. Új formát keresett, ahol a sérültek megőrizhetik emberi méltóságukat, kibontakoztathatják valódi értékeiket, és a közösségen belül végleges otthonra találhatnak. Az első közösség akkor jött létre, amikor Jean Vanier és Thomas Philippe atya meghívott egy állami intézetből két értelmi fogyatékos férfit, Raphael Simit és Philippe Seux-t, hogy jöjjenek, és osszák meg velük az életüket az Evangélium és a Jézus által meghirdetett Boldogságok szellemében. Jean Vanier befogadta őket a házába és életközösséget vállalt velük. Célja nem egyszerűen a segítségnyújtás volt, hanem az, hogy egymás elfogadásával kölcsönösen növekedjenek a hitben. Ez az első közösség jelképének a bárkát választotta. Idővel a közösségben egyre több fejlődési rendellenességben szenvedő, gyakran pszichiátriai betegként kezelt ember talált végleges otthonra. Ebből az első közösségből, amely római katolikus gyökerekből született, számos új közösség fejlődött, sokféle kulturális és vallási tradícióval: 140 közösség jött létre közel 40 országban, az összes kontinenst lefedve. Minden Bárka Közösség teljesen független és önálló mind szervezetileg, mind anyagilag. Munkájukat ernyőszervezetként a Nemzetközi Bárka Szövetség fogja össze és segíti. A szövetség évente rendszeresen szervez továbbképzéseket, valamint lelkigyakorlatokat a közösségeknek.

### Testvérközösségek alapítása
1968-ban a kanadai Marylake-ben (Ontario állam) Jean Vanier egyik lelkigyakorlata után társalapításával létrejött a Faith and Sharing közösség, ahol az a fogyatékkal élő emberek és családtagjaik, barátaik havonta egyszer találkoznak az evangélium szellemében. 1971-ben Marie–Hélene Mathieu gyógypedagógussal közösen megalapította Lourdesban a Hit és Fény (Faith and Light) mozgalmat, mely a családban élő sérültek és hozzátartozóik összefogására, támogatására szerveződött. Ugyan ebben az évben Lourdesba zarándoklatot vezetett több mint 12 000 fogyatékos részvételével.

## A magyarországi Bárka Közösség

### Története
A magyarországi Bárka Közösség 1991-ben alakult, Dunaharasztiban. Alapítója Draskóczy Ildikó volt, aki elhivatást érzett arra, hogy Bárka Közösséget hozzon létre Magyarországon. Ezt megelőzően hosszabb időt töltött Franciaországban, Trosly-ban és Angliában. Elhatározásában segítette a dél-közép európai zóna vezetője és Jean Vanier, aki 1981-ig volt a Bárka vezetője Trosly-Breuil-ben és ő vezette a Nemzetközi Bárka Szövetséget is, de ekkor leköszönt ezen funkcióiról, hogy másoknak adhassa át a helyét. Azóta leginkább a segítők felkészítésével és támogatásával foglalkozik. Saját otthona a Trosly Bárka egyik házában van. Gyakori külföldi útjai során meglátogatja a többi Bárka Közösséget, elősegíti további közösségek létrejöttét, előadásokat és lelkigyakorlatokat tart. Így látogatott el Magyarországra is 1989 és 1990 nyarán, ahol 1989-ben lelkigyakorlatot is tartott. Ezzel elősegítette a magyarországi Bárka Közösség indulását és működését segítő igazgatótanács és baráti kör létrejöttét, illetve a magyarországi Bárka Közhasznú Egyesület 1989 őszi megalakulását. 1990 nyarán a Nemzetközi Bárka Szövetség, a Népjóléti Minisztérium segítségével és adományozók támogatásával Dunaharasztiban megvásárolták a közösség első házát, a Forrás házat, ahová 1991-ben érkezett az első közösségi tag. Az első segítők korábban hosszabb-rövidebb időt tölthettek külföldi Bárka közösségekben. Az így megalakult Bárka Közösség elsőként hozott létre Magyarországon egy teljesen új ellátási formát biztosító lakóotthoni elhelyezést középsúlyosan, súlyosan, illetve halmozottan sérült felnőtt korú fiatalok számára.

### A tagok kiválasztása
A közösségi tagok (sérültek) befogadásakor elsőbbséget élveznek a legszegényebbek, legelhagyatottabbak, akik előzőleg már hosszabb időt töltöttek kórházban vagy intézetekben. A sérültek befogadása előtt a segítők rendszeresen látogatnak intézeteket, ahol az ott dolgozó szakemberek segítségével keresik azokat a sérült embereket, akiknek a leginkább szükségük van a családiasabb légkörű otthonra. A kölcsönös elfogadás után eleinte egy hétvégére, majd egy hétre, végül egy fél éves próbaidőre hívja meg a közösség a kiválasztott sérült fiatalokat. A befogadás után fél évvel történik a végleges döntés, amelyet a sérültek és a közösség tagjai közösen mondanak ki.

### Tevékenysége
A létrehozott Bárka Alapítvány - amely tagja a Nemzetközi Bárka Szövetségnek - kiemelkedően közhasznú tevékenységként jelenleg két otthont működtet. Az otthonok működését orvos, pszichológus, pszichiáter segíti.
Forrás ház
Az első Bárka Otthon 1991 szeptemberében nyílt meg Dunaharasztiban. A Bárka Tanács (igazgatói tanács) gyógypedagógusai a Közösség vezetőjével egyértelműen megegyeztek abban, hogy ebbe az otthonba csak olyan embereket fogadnak be, akik teljesen árvák. A lakóotthon sajátossága a kis létszám: 8 sérült és 5 segítő házanként, a személyesség és a családias légkör megvalósulása érdekében. A segítők szintentartó, fejlesztő-, zene és tánc-, rajz- és manuálterápiás foglalkozásokat tartanak a bentlakók számára, akik napközben foglalkoztató, alkotótevékenységet folytathatnak a Bárka Műhely kézműves műhelyeiben.
Bárka Kézműves Műhely
A második otthon 1992-ben létesült Dunaharasztiban, ahol azóta nappali ellátást és foglalkoztatást biztosítanak a Dunaharasztiban és környékén családokban élő értelmileg sérült felnőttkorú fiatalok számára. Több mint 20 főt foglalkoztatnak a szövő, gyertyaöntő, gyöngyfűző, papír és bábszövő műhelyrészlegekben. 2003-tól lehetőség nyílt a sérült személyek által előállított minőségi kézműves termékek országos népi-iparművészeti vásárokon történő forgalmazására. A Bárka Kézműves Műhely időközben már egy többfunkciós, rehabilitációs épületben üzemel, melyet pályázati pénzekből alakítottak ki. 2005-től az Európai Unió által támogatott EQUAL program keretében az Aktív Műhely projekt lehetővé tette a műhely átalakítását.
Bárka kiadványok
A sérült embert teljes értékűként elfogadó szemlélet magyarországi terjesztését, minél szélesebb körű megismertetését és ezáltal a közvélemény formálását szolgálják a Bárka kiadványok (pl. naptárak, CD-k, illetve az alapító szellemi, lelki, pedagógiai tapasztalatait, elmélkedéseit tartalmazó könyvek) terjesztése, valamint nyílt napok, rendszeres rendezvények, nemzetközi találkozók szervezése és lebonyolítása.